# 罗恩·费尔雷泽尔
罗纳德·E·费尔雷泽尔（英語：Ronald E. Feiereisel，1931年8月6日—2000年1月28日），美国NBA联盟前职业篮球运动员。